# Sompa (Kohtla-Järve)

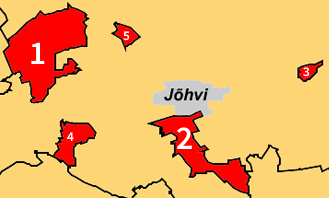
Die Stadtteile Kohtla-Järves (rot) im Kreis Ida-Viru (beige): (1) Järve, (2) Ahtme, (3) Oru, (4) Sompa, (5) Kukruse

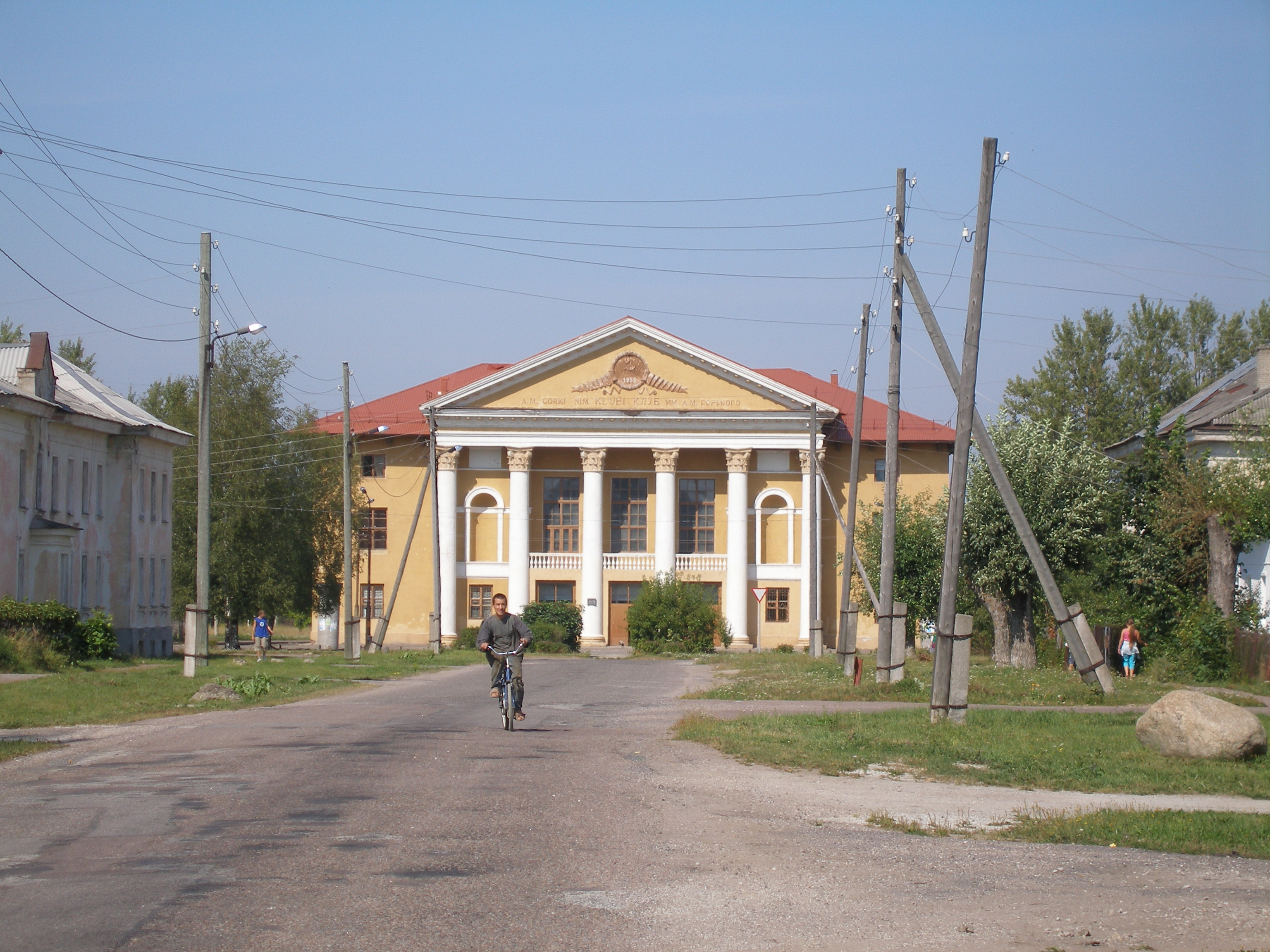
Kulturhaus von Sompa

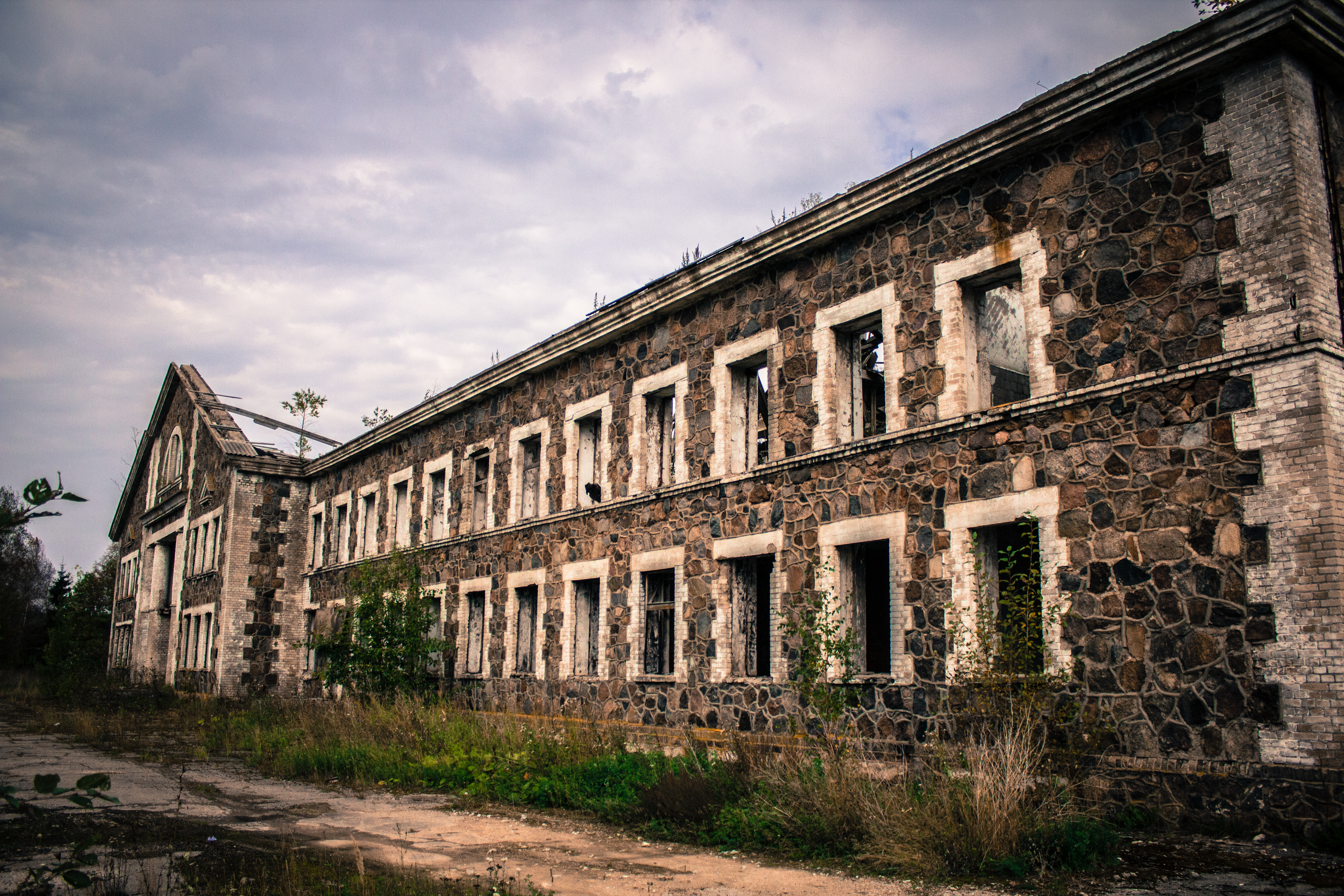
Bergarbeiterhaus

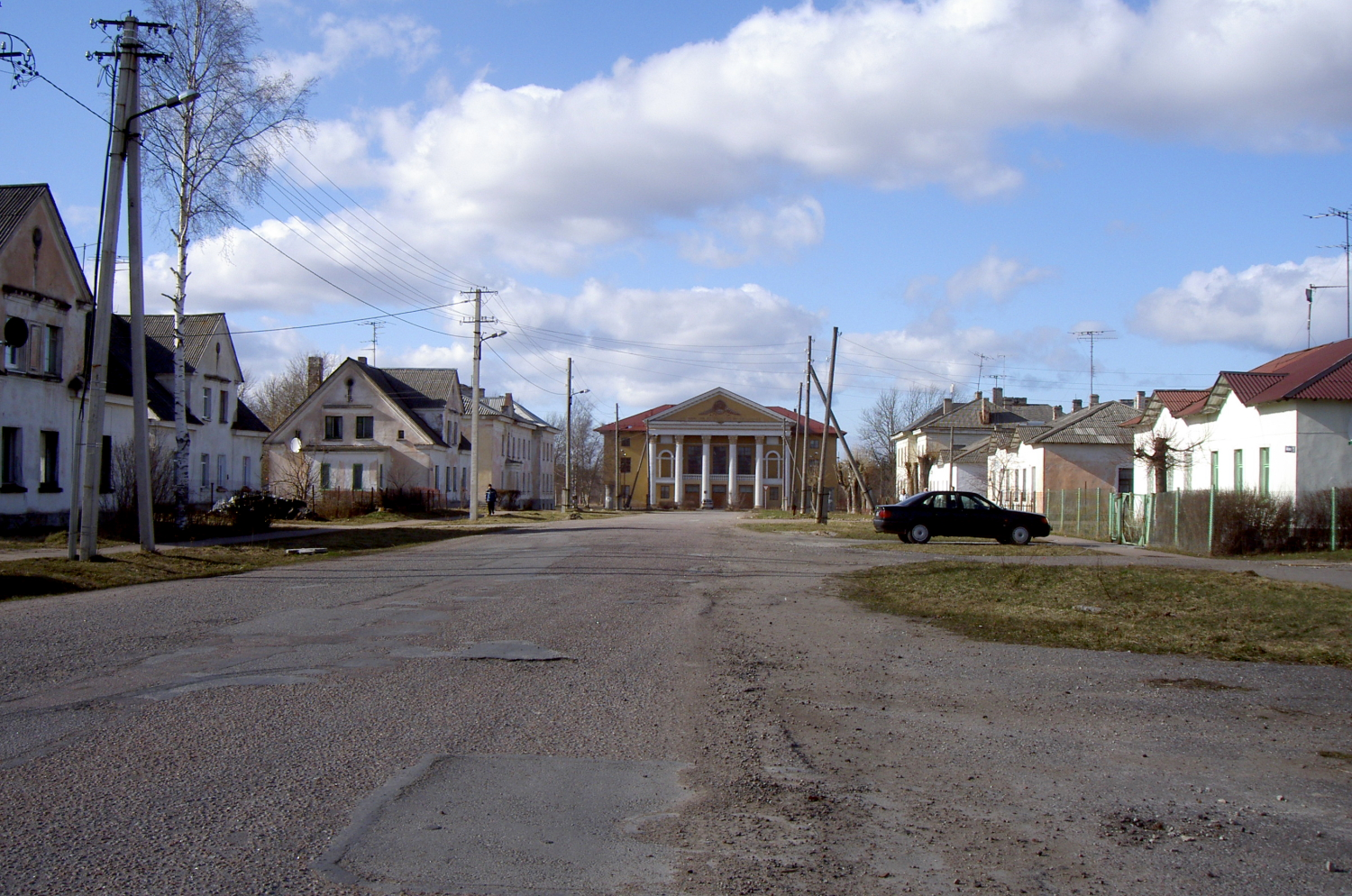
Hauptstraße von Sompa

Sompa ist einer der sechs Stadtteile der estnischen Industriestadt Kohtla-Järve im Kreis Ida-Viru. Das vormals eigenständige Dorf wurde 1960 Kohtla-Järve eingegliedert.

## Beschreibung und Geschichte
Der Stadtteil liegt acht Kilometer südwestlich der Landkreishauptstadt Jõhvi.
Sompa wurde ab 1947 auf dem Gebiet der ehemaligen Dörfer Kohtla-Rutiku und Sompa-Rutiku als sowjetische Wohnsiedlung (Sompa alev) für die Arbeiter zweier nahegelegener Ölschiefer-Abbaugebiete errichtet (Gruben Nr. 4 und Nr. 6). Die Ölschiefergruben waren von 1948 bis 1999 in Betrieb.
1960 wurde Sompa der Stadt Kohtla-Järve eingemeindet. Von 1991 bis 1993 war der Ort wieder selbständig, bevor er erneut zur Stadt Kohtla-Järve kam.
Durch den Niedergang des Ölschieferabbaus und den Zusammenbruch der sowjetischen Schwerindustrie seit den 1990er Jahren ist der Ort heute eine trostlose Geistersiedlung mit zahlreichen leerstehenden Gebäuden und verlassenen Bauruinen.
In den meist abbruchreifen Häusern wohnten 2003 noch ca. 1.600 Menschen, zum größten Teil Angehörige der russischsprachigen Minderheit. Ende 2011 lebten in Sompa 958 Menschen, darunter 172 Esten. Alkoholismus und Drogenkonsum sind weit verbreitet.

## Sehenswürdigkeiten
Im Zentrum des Stadtteils befindet sich das neoklassizistische Kulturhaus im sowjetischen Stil. Es wird von einem Portikus mit breiten Säulen geschmückt.
Von 1946 bis 1948 wurde das Bergarbeiterhaus von Sompa errichtet. Es steht heute nur noch als Ruine.